# Fabio Cobelli
Fabio Cobelli (Vigasio, 20 giugno 1962) è un artista, compositore, musicista, cantautore, produttore musicale e arrangiatore italiano.

## Biografia
Nato a Forette di Vigasio, un piccolo paesino in provincia di Verona, intraprende il suo percorso musicale fin da giovane. All'età di 11 anni inizia gli studi di pianoforte presso il Conservatorio di Verona, che frequenta per cinque anni, perfezionando la sua preparazione musicale.
A 15 anni, si avvicina alla batteria e inizia a frequentare i corsi presso il CIM sotto la guida del Maestro Francesco Casale. Successivamente, prosegue la sua formazione per altri cinque anni frequentando i corsi di batteria alla Scuola Civica di Verona con il Maestro Luciano Zorzella.
Nel 1985 diventa batterista della Big Band Ritmo Sinfonica città di Verona diretta dal maestro Mario Pezzotta, Con questa formazione partecipa a numerosi concerti di rilevanza, tra cui al teatro Filarmonico di Verona, Arena di Verona, Piazza Brà di Verona, Teatro Nuovo di Verona, Teatro Romano di Verona.
Prosegue la sua formazione avanzata frequentando nel 1986 i corsi master di batteria presso l'Accademia di Musica Moderna di Milano, sotto la guida del Maestro Franco Rossi. 
Nel 1986, Fabio Cobelli debutta come cantautore con la pubblicazione del suo primo 45 giri sotto l'etichetta Tic Tac Records. Il disco, che rappresenta l'inizio della sua carriera musicale, contiene il brano: "SCURA" nel lato A e "PARANOIA" nel lato B. Contemporaneamente, l'artista avvia un percorso parallelo nella composizione di canzoni per bambini, che lo porterà a scrivere numerose opere destinate al pubblico infantile. Tra le sue creazioni più note in questo ambito figura "La zia di Forlì", una canzone che diventerà celebre nel repertorio musicale. 
L'anno successivo, nel 1987, entra a far parte della band "IRIDE", un gruppo che propone un repertorio jazz rock fusion. Con la band suona come gruppo spalla al concerto di Joe Coker all’Arena di Verona.
Nel 1988, Fabio Cobelli fonda il CSM (Centro Studi Musicali di Verona), una scuola di musica con indirizzo moderno che nel 2018 verrà trasformata in ALOUD una scuola di musica con indirizzo moderno. Fabio Cobelli ricopre la carica di presidente della scuola fino al 2000, combinando il ruolo direttivo con l'attività di insegnante di batteria.
Produce il brano "Bad Mistake", con il trio FGP, composto da Fabio Cobelli, Ennio Zanini e Alessandro De Magistris, in collaborazione con il DJ Graziano Fanelli. Il brano viene pubblicato dall'etichetta Wicked Rhythm nel 1999 per il mercato giapponese.
Con l’etichetta Silent Groove, nel 2004 pubblica un album come cantautore, C’era una Volta, in collaborazione con l’autore Marco Ongaro, con il quale produce anche 2 album: Dio è altrove, (D'autore/Azzurra Music) e Esplosioni nucleari a Los Alamos (D'autore/Azzurra Music).
Nel 2005 Fabio Cobelli Insieme a Cat Stevens, ha prodotto e co-firmato un progetto discografico dal titolo So Jealous, interpretato dall'artista Jada Montel, un singolo che poi è stato pubblicato in Spagna da Universal, su un album dal titolo Black Power al fianco di artisti internazionali come Nelly Furtado, Amy Winehouse, Mary J.Blige, Justin Timberlake e altri.
Con l’artista Bobby Solo, suona come batterista in tantissimi eventi live per un paio di anni dal 2005 in poi, In questo periodo, scrive e produce anche la canzone “El Matonzin” co firmata da Roberto Satti (Bobby Solo) e Pierpaolo Adda.
Suona come batterista nel 2007, nella The Spencer Davis Group, con l'artista Spencer Davis, autore di brani come Gimme some Lovin (colonna sonora del film Blues Brothers).
Fabio Cobelli compone e produce le colonne sonore di 200 documentari dedicati a siti tutelati dall'UNESCO come patrimonio dell’umanità, con la direzione artistica di Claire Lusardi, pubblicati da Azzurra Music nel 2010.
Realizza nel 2011 gli arrangiamenti per la Casa Editrice Rizzoli (ed. Fabbri) dei brani allegati ai libri di testo didattici Sulle note di uno Stradivari per la scuola secondaria di primo grado, e collabora come arrangiatore di musica per bambini con altre case editrici tra le quali: Feltrinelli, Giunti, Mela Music, The Saifam Group, Edizioni Paoline, Azzurra Music, con le quali pubblica anche come interprete innumerevoli canzoni per bambini.
Sotto la supervisione di Carlo Conti, sempre nel 2011 produce l'album discografico di Roberta Morise intitolato È soltanto una favola, trainato dal singolo Dubidoo scritto da Fabio Cobelli e Alessandro De Magistris.
Fabio Cobelli produce e interpreta assieme a Alessandro De Magistris e Debora Farina, un album Jazz/Lounge dal titolo Loungerie Vol.1 pubblicato da Azzurra Music nel 2011.
Fabio Cobelli ha composto e prodotto la canzone La Fiesta Viva interpretata dai Los Locos, che oltre ad essere la sigla dei villaggi turistici Viva, è diventata la sigla del film natalizio Vacanze ai Caraibi, con Cristian De Sica, Angela Finocchiaro, pubblicata da Bit Records nel 2015.
Scrive, produce e interpreta, insieme ad altri artisti come Saturnino (storico bassista di Jovanotti), Andy (Bluvertigo), Vittoria Hyde, Ketty Passa, Luca Seta, Dino e altri la canzone Happy Days, un progetto musicale benefico a sostegno di due associazioni ONLUS, il Comitato Maria Letizia Verga e ABEO Verona, che operano nei reparti pediatrici con bambini affetti da patologie emopatiche e oncologiche, pubblicato dall'etichetta Saifam nel 2019.
Nel 2021, oltre a pubblicazioni come cantautore di singoli e EP pubblicati da Motus, produce il brano Cagnolino Dance, interpretato da Raffaella Pirovano, un progetto benefico a sostegno delle attività di Pet Therapy della Fondazione Frida's Friends.
Realizza gli arrangiamenti di 200 brani musicali allegati ai libri di testo didattici Effetto Stradivari pubblicati nel 2021 dalla Casa Editrice Rizzoli (ed. Fabbri) per la scuola secondaria di primo grado.
Nel corso della sua attività di produttore, musicista o fonico in studio, ha collaborato anche con gli artisti: Spencer Davis, Cat Stevens, James Burton, Steve Vai, Johnny Hiland, Carlo Conti, Cristiano Malgioglio, Bobby Solo, Ivan Cattaneo, Bobby Farrell, Paolo Belli, Marcella Bella, Roberta Morise, Rossana Casale, Shel Shapiro, I Camaleonti, Umberto Smaila, Jerry Calà, Massimo Bubola, Los Locos, Alex Stornello, C.J Marvin, Luca Olivieri, Sonohra, Filippo Perbellini, Marco Pasetto, Marco Attard e tanti altri.
Con lo pseudonimo Dj Heron Mask produce e pubblica nel 2023 cinque singoli dal titolo: You are the top, Time for Love, Life is a Game Like Avicii, Baby Shark, Ketakaga, e in collaborazione con Giorgia Morado Colour Kind e Paradise, pubblicate con l'etichetta Motus nel 2024.
Produce e interpreta gli arrangiamenti di 256 brani musicali allegati ai libri di testo didattici, dal titolo “Musica Viva” per la scuola secondaria di primo grado, pubblicati nel 2023 da RIZZOLI Education, FABBRI Editori in collaborazione con Erickson.
Sempre per la casa editrice Rizzoli Education produce e interpreta nel 2024 gli arrangiamenti 220 brani musicali allegati al libro di testo didattico MusicAll per la scuola secondaria di primo grado, verrà pubblicato nel 2025.

## Discografia
- 2004 - C’era una volta (etichetta: Silent Groove)[1]
- 2005 - So Jealouse (etichetta: Universal Music Spain)[11]
- 2012 - Loungerie Vol.1 (etichetta: Azzurra Music)
- 2015 - La Fiesta Viva (Los Locos) (etichetta: Bit Records)
- 2019 - Happy Days (etichetta: The Saifam Group)
- 2020 - Resto fermo (etichetta: Motus)[12]
- 2021 - Aspetta (etichetta: Motus)
- 2021 - Cagnolino Dance (etichetta: Motus)
- 2022 - Lightness of Being (Album) (etichetta: Motus)
- 2022 - Penso a Te (singolo) (etichetta: Motus)
- 2022 - Indian Graffiti (Album) (etichetta: Motus)
- 2023 - Una sera d'agosto (singolo) (etichetta: Plus Records)
- 2023 - You are the top, Time for Love, Life is a game, Ketakagà - Dj Heron Mask (etichetta Plus Records)
- 2024 - Colour Kind, dj Heron Mask featuring Giorgia Morado (etichetta Plus Records)

## Pubblicazioni/Produzioni
Le pubblicazioni discografiche dove compare come interprete, arrangiatore o musicista sono 3.029 opere, pubblicate con le etichette discografiche: Universal, Saifam, Azzurra Music, Mela Music, Believe Music, Warner Chappell, Bit Records, e con le case editrici: Feltrinelli, Giunti, Rizzoli, Edizioni Paoline, RCS.